# Onthophagus atroaereus
Onthophagus atroaereus là một loài bọ cánh cứng trong họ Bọ hung (Scarabaeidae).